# Mendham (New Jersey)
Mendham is een plaats (borough) in de Amerikaanse staat New Jersey, en valt bestuurlijk gezien onder Morris County.

## Bekende inwoner
De uitvinder George Washington is heeft in Mendham gewoond en is hier op 29 maart 1946 overleden.

## Demografie
Bij de volkstelling in 2000 werd het aantal inwoners vastgesteld op 5097.
In 2006 is het aantal inwoners door het United States Census Bureau geschat op 5176, een stijging van 79 (1.5%).

## Geografie
Volgens het United States Census Bureau beslaat de plaats een oppervlakte van
15,7 km², waarvan 15,6 km² land en 0,1 km² water. Mendham ligt op ongeveer 269 m boven zeeniveau.

## Plaatsen in de nabije omgeving
De onderstaande figuur toont nabijgelegen plaatsen in een straal van 12 km rond Mendham.